# Гіркани
Гірка́ни — село в Україні, у Львівському районі Львівської області. Населення становить 352 особи. Орган місцевого самоврядування - Рава-Руська міська рада.

## Історія
До 1940 року Гіркани входили до складу присілку Луг села Потелич. Тепер Гіркани є окремим селом, яке входить до складу Потелицької сільської ради.